# Edoneus atheatus
Edoneus atheatus is een garnalensoort uit de familie van de Atyidae. De wetenschappelijke naam van de soort is voor het eerst geldig gepubliceerd in 1978 door Holthuis.
Het is een zoetwatersoort die voorkomt in moerasgebieden in het binnenland van Luzon (Filippijnen).